# Manifestations de la grève des femmes 2020-2021 en Pologne
Les manifestations de 2020-2021 en Pologne, connues en Pologne sous le nom de Grève des femmes (polonais : Strajk kobiet), sont des manifestations et des protestations anti-gouvernementales qui se déroulent en Pologne depuis le 22 octobre 2020 contre une décision du tribunal constitutionnel, réformé par le parti conservateur Droit et justice (polonais : Prawo i Sprawiedliwość) (PiS). À l'initiative du parti Droit et Justice, qui domine la coalition électorale Droite unie et la vie politique polonaise, ce tribunal a durci la loi sur l'avortement en Pologne, de manière à rendre illégaux presque tous les cas d'avortement, y compris ceux dans lesquels le fœtus souffre d'un handicap grave et permanent, ou d'une maladie incurable et mortelle,,.
Les premières manifestations de masse contre ce durcissement ont lieu dans l'après-midi du 22 octobre. Il s'agit des plus grandes manifestations dans le pays depuis la chute de la République populaire en 1989,. En plus de la nouvelle loi sur l'avortement, les manifestants s'opposent à l'ingérence de l'Église catholique dans les affaires publiques, et à la domination des trois branches du gouvernement par la coalition au pouvoir.
Les manifestations ont lieu à Varsovie, la capitale de la Pologne, où plus de 100 000 personnes se sont réunies le 30 octobre, mais aussi dans un grand nombre de villes.
Suspendues durant la période des fêtes de Noël et fin d'année, les manifestations de rue ont repris le soir du 27 janvier 2021, quelques heures après la publication officielle de la décision du Tribunal constitutionnel au Dziennik Ustaw (Journal officiel). Des manifestants se sont rassemblés devant le siège du Tribunal constitutionnel à Varsovie sur l'avenue Szucha, puis ont marché vers le siège du PiS. La rue a été bouclée par la police. Les manifestants sont retournés au rond-point Dmowski, où la manifestation s'est terminée. Le maire de Varsovie, Rafał Trzaskowski, a estimé que la publication de la décision du Tribunal était "contre la volonté des Polonais".

## Décision du tribunal constitutionnel sur la loi sur l'avortement

### Situation avant le jugement
Le 7 janvier 1993, le Parlement polonais adopte la loi sur le planning familial qui interdit l'avortement, sauf si (1) la grossesse présente un risque pour la vie de la mère, (2) elle est le résultat d'un crime, ou (3) il y a une malformation du fœtus. En 1997, le Tribunal constitutionnel dirigé par Andrzej Zoll juge l'avortement pour raisons sociales inconstitutionnel.
Au milieu des années 2010, selon la Fédération pour les femmes et le planning familial (polonais : Federacja na rzecz Kobiet i Planowania Rodziny), entre 80 000 et 200 000 avortent chaque année, de manière légale ou illégale, ou entre 8 000 et 13 000 selon la Polish Association of Defenders of Human Life. Selon les chiffres publiés par le Public Opinion Research Center en 2013, et la Fédération pour les femmes et le planning familial en 2016, durant les années 2010, environ 25 % des femmes polonaises ont eu recours a une IVG. A titre de comparaison, selon une étude publiée par Sedgh, Singh, Henshaw et Bankole dans The Lancet, dans les années 2000, les taux d'avortement dans le monde se situaient entre environ 1 et 4 % des femmes âgées de 15 à 44 ans, ce "dans toutes les régions du monde, quel que soit le statut des lois sur l'avortement". L'immense majorité de ces avortements se fait de manière illégale, le nombre d'avortements légaux en Pologne étant d'environ 1 000 par an dans les années 2010.
Les juges du Tribunal constitutionnel sont élus par la Diète de Pologne, qui est la chambre basse du parlement polonais. Depuis que la coalition politique Droite unie a pris le pouvoir en Pologne en 2015, Droit et justice, le parti qui domine Droit Unie, profite de la situation pour prendre le contrôle du pouvoir judiciaire en nommant de nouveaux juges au Tribunal constitutionnel. Cette situation débouche sur la Crise constitutionnelle polonaise de 2015 (en), qui conduit la Commission européenne à renvoyer la Pologne devant la Cour européenne de justice. Cette crise est toujours en cours en février 2020 lorsque les manifestations éclatent, quatorze des quinze juges du Tribunal constitutionnel ayant alors été nommé par le gouvernement de Droit et justice depuis 2015 et le statut du tribunal étant toujours contesté par certains de ses anciens juges et présidents.
En 2016, une initiative citoyenne est lancée par des mouvements anti-avortement comme Stop Aborcji (lit : "Stop à l'avortement") pour renforcer les restrictions sur les avortements. Elle recueille 830 000 signatures, ce qui oblige le Parlement polonais à en discuter. Alors que le projet de loi progresse dans les discussions parlementaires, le All-Poland Women's Strike lance un mouvement de protestation baptisé "Black Protest", qui bénéficie d'une couverture médiatique internationale. Finalement, le gouvernement polonais laisse le projet de loi mourir en commission.
Les groupes anti-avortement réagissent en contestant la constitutionnalité de la loi existante sur l'avortement. Après les élections de 2019, 119 membres du Sejm nouvellement élu, issus des groupes parlementaires Droit et justice, Confédération et Coalition polonaise, saisissent le Tribunal constitutionnel pour déterminer sur les avortements de grossesses non liées à un viol ou ne menaçant pas la vie de la mère, qu'ils qualifient d'"eugénisme", sont constitutionnels.
Les signataires de cette saisine font valoir que cette disposition viole les protections qu'offre la constitution a la dignité humaine (article 30), du droit à la vie (article 39) ou de l'interdiction des discriminations (article 32). Au cours de l'année 2019, le Tribunal constitutionnel entend ou reçoit des arguments et des interventions juridiques sur la question, dont une que la branche européenne de l'American Center for Law and Justice prévoit de soumettre.

### Arrêt d'inconstitutionnalité
Dans une décision annoncée le 22 octobre 2020 et publiée le lendemain, le Tribunal constitutionnel juge inconstitutionnelle la disposition de la loi de 1993 autorisant l'avortement lorsque le fœtus présente un "handicap ou une maladie incurable. Le Tribunal justifie sa décision en estimant que cette disposition viole l'article 30 de la Constitution qui protège la dignité humaine.
L'arrêt n'affecte pas les deux autres cas prévus par la loi existante, ce qui signifie qu'une grossesse peut toujours être interrompue si (1) elle est le résultat d'un crime (viol ou inceste), ou (2) elle présente un risque pour la vie ou la santé de la mère. En pratique, la disposition jugée anticonstitutionnelle représente l'écrasante majorité des 1 000 à 2 000 avortements pratiqué légalement en Pologne chaque année. En effet, selon les chiffres du ministère polonais de la Santé, en 2019, 1074 des 1110 avortements officiels sont liés a des cas de malformations fœtales. Parmi ceux-ci, 271 concernent des cas de Trisomie 21 sans autres anomalies, et 60 cas concernent des cas de syndrome de Patau ou de syndrome d'Edward sans autres anomalies.

## Manifestations

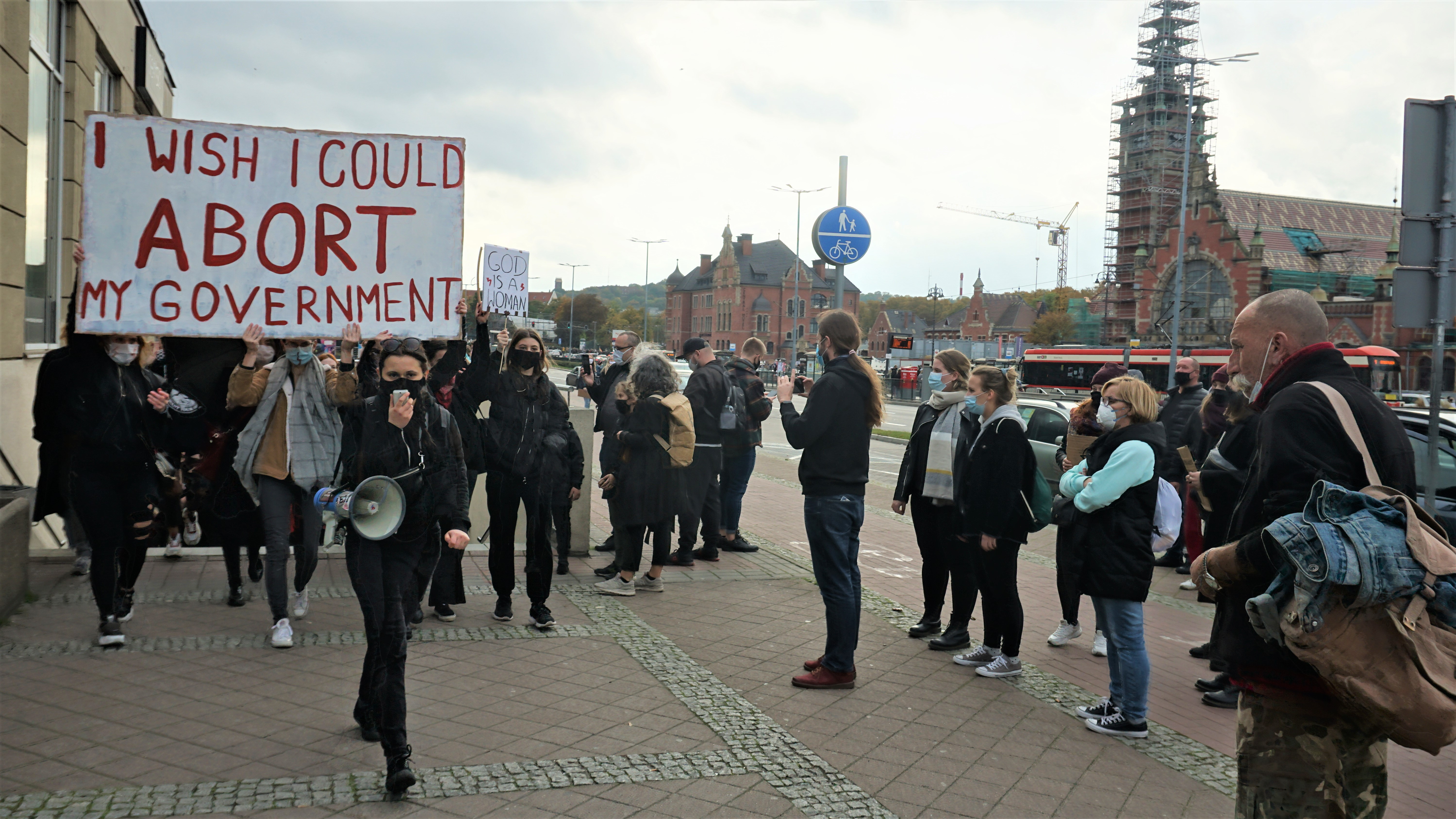
Manifestants à Gdańsk, le 24 Octobre 2020, appelant à "avorter" le gouvernement polonais.

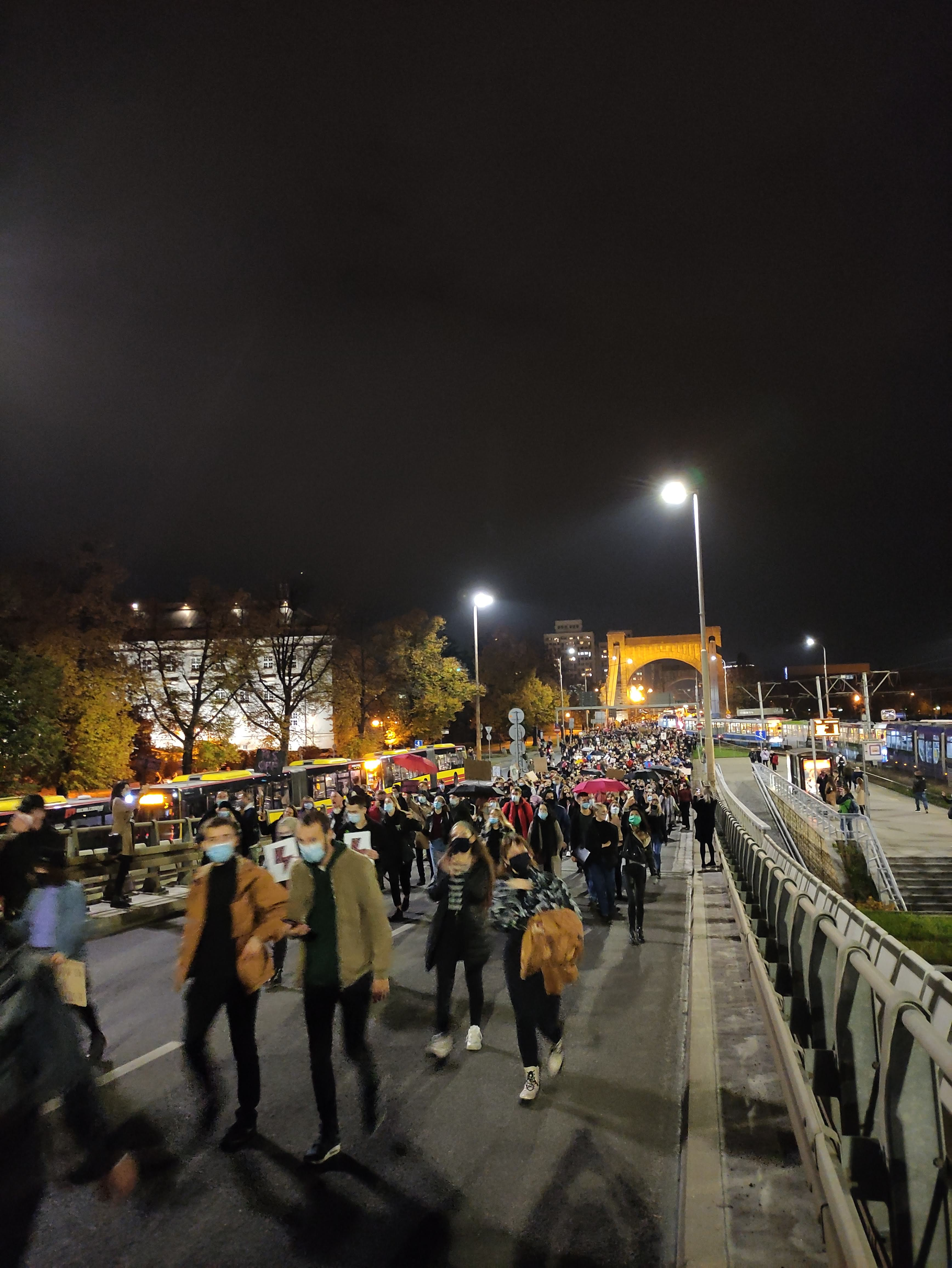
Blocage du Pont Grunwaldzki a Wrocław par des manifestants, 26 Octobre 2020

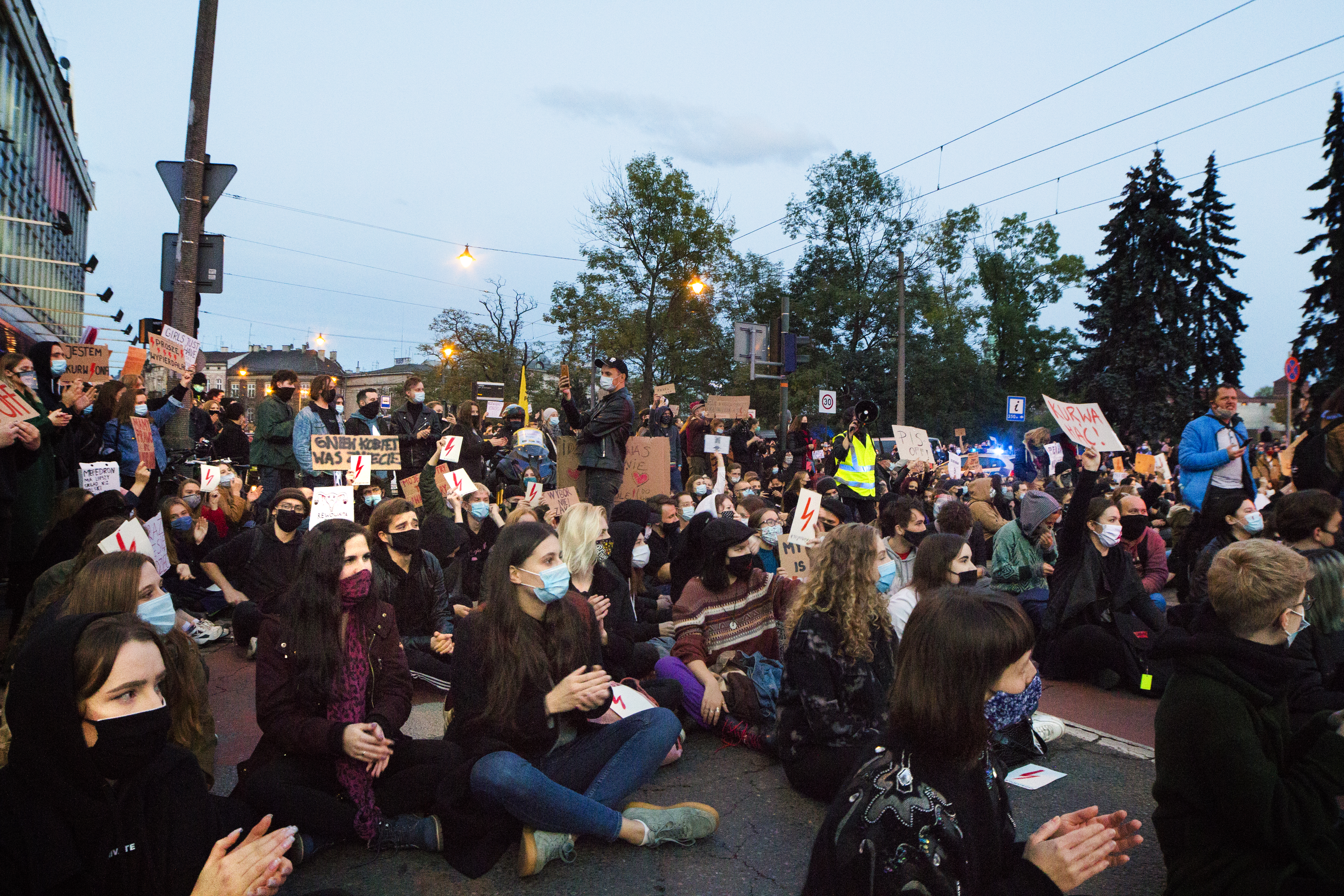
Blocage des routes à Cracovie, 26 octobre 2020

### Chronologie

#### Octobre
Les manifestations commencent le 22 octobre 2020, juste après l'annonce de la décision du Tribunal constitutionnel, et se poursuivent tout au long du week-end. Des manifestations ont lieu dans 60 villes polonaises durant la nuit du 23 octobre, puis à nouveau le 24 octobre. Des manifestations ont lieu dans les centres-villes, devant les permanences de Droit et justice et les bureaux des administrations religieuses, ainsi que devant les domiciles de la militante d'extrême droite Kaja Godek et de la politicienne Krystyna Pawłowicz.
Le 25 octobre, des manifestants organisent des sit-in dans des églises catholiques. Ils déploient des banderoles, lancent des tracts avec les logos de All-Poland Women's Strike, perturbent la messe dominicale dans plusieurs villes, dont Katowice et Poznań, et des églises sont vandalisées dans tout le pays.
Le 26 octobre, des manifestations ont lieu dans 150 villes polonaises, avec un blocage des rues et routes a Cracovie,.
Le 27 octobre, All-Poland Women's Strike présente la liste de revendications suivante: 
1. Régler le problème de la mainmise du parti Droit et justice sur le Tribunal constitutionnel, la Cour suprême et l'Ombudsman
2. Amender le budget en allouant davantage de fonds pour la santé et l'aide aux entrepreneurs
3. Mettre en œuvre tous les droits des femmes, à savoir légalisation de l'avortement, éducation sexuelle, contraception
4. Mettre fin au financement de l'Église catholique par le budget de l'État
5. Mettre fin à l'instruction religieuse dans les écoles
6. Démission du gouvernement.

En outre, ils annoncent la création d'un Conseil consultatif, sur le modèle du Conseil de coordination Biélorusse, qui doit être une plate-forme de dialogue pour résoudre la situation sociopolitique en Pologne.
Le 28 octobre, une grève nationale des femmes a eu lieu sous le slogan "Je ne vais pas au travail" (polonais : Nie idę do roboty). De nombreux employeurs autorisent leurs employés à prendre part aux manifestations. Outre les universités, les médias locaux, dont Gazeta.pl, Gazeta Wyborcza, NaTemat.pl, et Newsweek Polska, participent aux manifestations en publiant des éditoriaux soutenant le mouvement. Des entreprises, dont mBank, s'associent également à cette grève. Des milices d'extrême droite et nationalistes expulsent violemment les manifestants des églises,,. Selon le commandant en chef de la police polonaise, Jarosław Szymczyk, environ 430 000 personnes ont participé à 410 manifestations dans tout le pays.
Le 30 octobre, environ 100 000 personnes participent à une manifestation de masse à Varsovie. Le quartier de Zoliborz, où vit Jarosław Kaczyński, est bloqué par la police qui empêchent la manifestation d'atteindre son domicile.

#### Novembre
Une nouvelle vague de protestations a lieu le 1er novembre, à la suite de la décision du Premier ministre de fermer les cimetières du 31 octobre au 2 novembre, ce qui affecte les producteurs et vendeurs de fleurs, la Toussaint étant célébrée ce week-end-là. En signe de protestation, des fleurs et des bougies sont placées devant les permanences du parti Droit et justice dans toute la Pologne,,,,,. Le 2 novembre, des manifestations ont eu lieu, entre autres, à Wrocław.
Le 3 novembre, de nouvelles manifestations ont eu lieu. Certaines sont directement liées à l'annonce faite par le ministre de l'Éducation et des Sciences, Przemysław Czarnek, concernant les conséquences pour les enseignants qui encouragent leurs élèves à participer aux protestations. À Varsovie, la police intervient pour interrompre le happening de deux artistes, qui se déshabillent devant le palais présidentiel en guise de soutien aux femmes protestataires.
Le 6 novembre, une grande manifestation de l'All-Poland Women's Strike a eu lieu à Zakopane.
Le 8 novembre, la croix chrétienne en acier de 15 mètres de haut située sur le pic du Grand Giewont, dans les Tatras, est brièvement recouverte d'une bannière arborant le symbole de l'éclair rouge de l'All-Poland Women's Strikeet et le texte suivant : "La violence domestique n'est pas une tradition." Cette bannière recouvre presque entièrement la croix. Des images de la croix couverte par la bannière sont diffusées sur Internet. Selon la Gazeta Krakowska, cette action est une protestation contre le conseil municipal de Zakopane, qui est le seul conseil local à ne pas avoir introduit d'actions législatives contre la violence domestique au cours des dix dernières années, car, selon le conseil, une telle législation violerait les traditions familiales. Au milieu de l'année 2020, cette même croix avait été utilisée comme support pour une affiche électorale d'Andrzej Duda et un drapeau arc-en-ciel représentant les droits des LGBT.

Le 9 novembre, des manifestations ont lieu à Varsovie, notamment contre le nouveau ministre des Sciences et de l'Éducation, Przemysław Czarnek, avec des slogans tels que "Nous voulons de l'éducation, pas de l'endoctrinement" et "Czarnek, va en enfer" (polonais : Czarnek, idź do diabła). Pendant toute la soirée du 9, les policiers et les manifestants se livrent au jeu du chat et de la souris, les premiers tentant de bloquer la manifestation et les seconds changeant de chemin pour continuer à progresser. Les manifestants demandent la démission de Czarnek et la satisfaction des revendications des enseignants en grève, à savoir l'autonomie des universités, des cours délivrant une éducation sexuelle "exacte" (polonais : rzetelnej), le retrait des contenus sexistes, anti-LGBT et racistes des manuels scolaires et la fin de l'instruction religieuse au sein des écoles. Plusieurs participants ayant subi des contrôles d'identité de la part de la police refusent de payer des amendes sur le moment et une femme est jetée à terre par la police.

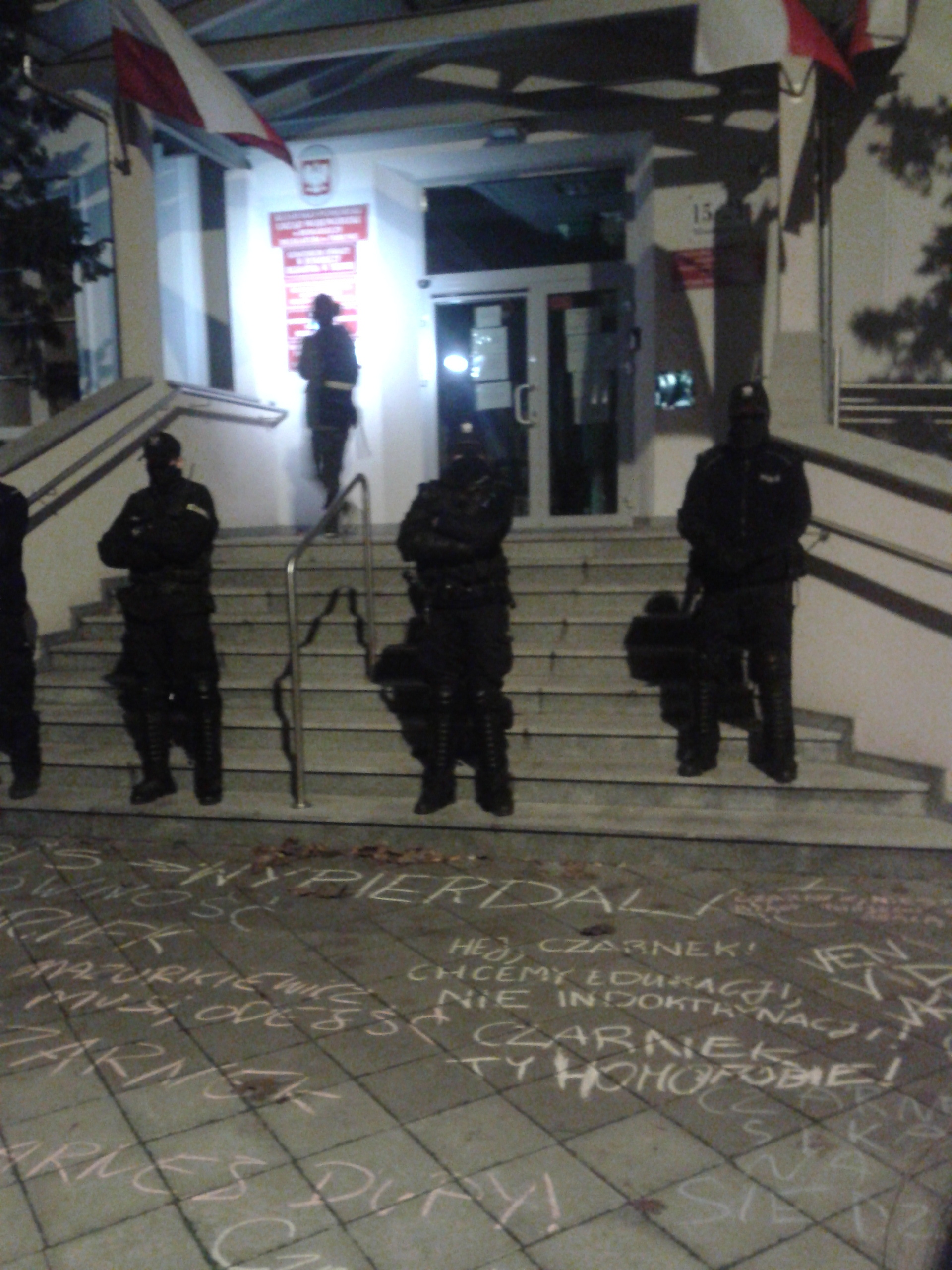
9 novembre 2020 : manifestation contre le ministre des Sciences et de l'Éducation Przemysław Czarnek, devant le bureau administratif local du ministère de l'éducation à Toruń.

A Varsovie, lors de la manifestation anti-Czarnek du 9 novembre, une manifestante du nom de Gabriela, prend la défense d'une femme qui est interrogée par la police. Gabriela déclare à un policier: " Vous ne vous comportez pas comme un policier! " et discute " vivement " avec lui de la situation de la police polonaise. Finalement, Gabriela est placée en détention pendant la nuit et inculpée au titre de l'article 226 du code pénal polonais pour avoir insulté un policier, ainsi qu'au titre de l'article 224, paragraphe 2, pour avoir utilisé "la violence ou la menace" afin d'empêcher un policier de faire appliquer la loi.
Le 18 novembre, 3 000 policiers encerclent la Diète de Pologne, qui entame une nouvelle séance, en prévision d'une manifestation a venir. Pour le journal OKO.press, le nombre élevé de policiers est lié a un "traumatisme" personnel de Jarosław Kaczyński provoqué par les manifestations de décembre 2016 a la Diète, à la colère de ce dernier contre la police qui ne contrôle pas suffisamment les manifestations d'octobre-novembre 2020, et au zèle des hauts responsables de la police Jarosław Szymczyk et Paweł Dobodziej qui cherchent à éviter leur renvoi. Ce cordon de police complique l'accès des membres de la Diète au bâtiment. Selon Krzysztof Gawkowski, député de la Diète affilié au parti Printemps (polonais : Wiosna), ce jour-là, la police fait usage de la force contre le vice-président de la Diète, Włodzimierz Czarzasty.
La manifestation débute à 18 heures, heure locale, près de la Diète. Les manifestants se déplacent de la Diète à la place des Trois-Croix, empruntent les rues voisines du centre de Varsovie et tentent de se regrouper à nouveau sur la place des Trois-Croix. Marta Lempart, de l'OSK, a décrit la police comme étant "la force de sécurité privée de Kaczyński, se faisant passer pour des policiers". Les manifestants se dirigent ensuite dirigés vers le siège de Telewizja Polska (TVP), le groupe de télévision publique polonaise, situé au 17 rue Woronicza. Parmi les slogans des manifestants, on trouve "Bloquons TV-PiS", "Minsk, Varsovie, même situation" et "La police polonaise protège un dictateur". À 21h00, cinq manifestants sont arrêtés rue Piękna, près de la Diète.
À 21 h 40, la police enferme les manifestants dans une nasse devant le siège de TVP. La députée Marcelina Zawisza tente en vain de persuader la police de permettre à une mère avec son enfant, deux passants piégés par hasard dans la nasse, de sortir en toute sécurité. La police refuse, déclarant : "Non, parce que non". Les autorités refusent de révéler quel est l'officier responsable chargé des opérations de police. Maciek Piasecki déclare que la police commence à faire usage de la force "sans (avoir reçu) aucune provocation". Les manifestants demandent à la police de leur permettre de quitter la nasse. La police pulvérise "aveuglément" du gaz poivre sur les manifestants. Des policiers en civil attaquent un groupe de manifestants et frappent une femme qui est au sol avec des matraques extensibles. Des agents en civil enfilent des brassards de police et se "cachent" derrière des agents en uniforme. Magdalena Biejat, membre de la diète, montre sa carte de parlementaire aux policiers et leur demande de cesser de recourir à la violence. En réponse, un policier l'asperge de gaz poivre. Franciszek Sterczewski et Monika Rosa, deux membres de la diète, sont présents au moment des faits. La police exige que les manifestants se soumettent à des contrôles d'identité pour pouvoir sortir de la nasse.
Le 19 novembre, est organisée une manifestation en solidarité avec Iza, une femme de 25 ans arrêtée lors des manifestations de fin octobre. Elle débute à 11 heures devant le Tribunal régional de Varsovie (polonais : Sąd Okręgowy w Warszawie), ou une lettre d'Iza est lue à la foule. La police nasse une vingtaine de manifestants. Les policiers attrapent un manifestant, qu'ils jettent au sol, traînent sur des marches et poussent dans un fourgon de police. Natalia Broniarczyk, de l'association Aborcyjny Dream Team, qualifie l'arrestation de "très brutale", notamment lorsque les policiers ont "poussé (le manifestant) au sol avec les genoux". Après l'arrestation, les manifestants restés à l'extérieur de la nasse s’asseyent dans la rue pour bloquer le fourgon de police. Ils sont expulsés brutalement et une douzaine d'entre eux sont arrêtés. Klaudia Jachira et Monika Falej, deux membres de la diète présents lors de ces événements, accusent la police d'aggraver les tensions. Une troisième série d'arrestation a eu lieu lorsque des manifestants bloquent un bus anti-avortement. À 15 heures, les manifestants se déplacent vers la rue Żytnia dans le cadre d'une manifestation de solidarité avec les personnes arrêtées un peu plus tôt dans la journée.
Le 23 novembre, des manifestations ont lieu à Varsovie et dans toute la Pologne, à Biały Dunajec, Bydgoszcz, Gdańsk, Gdynia, Lublin, Nowy Dwór Gdański, Podhale, Toruń, Wejherowo et Wrocław. À Varsovie a lieu une manifestation contre le ministre des Sciences et de l'Éducation Przemysław Czarnek, avec des slogans tels que "Avortement gratuit, éducation gratuite" et "Minsk, Varsovie, même situation". La photojournaliste et correspondante de guerre Agata Grzybowska est arrêtée pendant la manifestation, alors qu'elle est en train de montrer sa carte de journaliste. Les journalistes qui l'entourent font bruyamment savoir aux policiers qu'elle est journaliste. La police prétend ensuite que Grzybowska a agressé un policier. Un fourgon de police écrase délibérément la main d'un manifestant qui bloque le passage du fourgon, lui brisant les os,. Grzybowska est libérée à 19 heures, deux heures après le début de sa détention. Le 24 novembre à 02h00, 400 journalistes et photojournalistes signent un appel demandant à la police de respecter la liberté de la presse et de cesser de harceler les journalistes.

#### Décembre
Le 13 décembre, des manifestants, dont des membres de la diète, défilent à Varsovie depuis le rond-point Roman Dmowski (polonais : Rondo Romana Dmowskiego w Warszawie), dont ils partent vers midi, et arrivent à la maison de Kaczyński à Żoliborz vers 14:20. Durant leur trajet, les manifestants courent et se faufilent dans les rues et les parcs de Varsovie, changeant fréquemment d'itinéraire, afin de contourner une présence policière massive, avec des cordons et de fourgons de police.

#### Janvier 2021

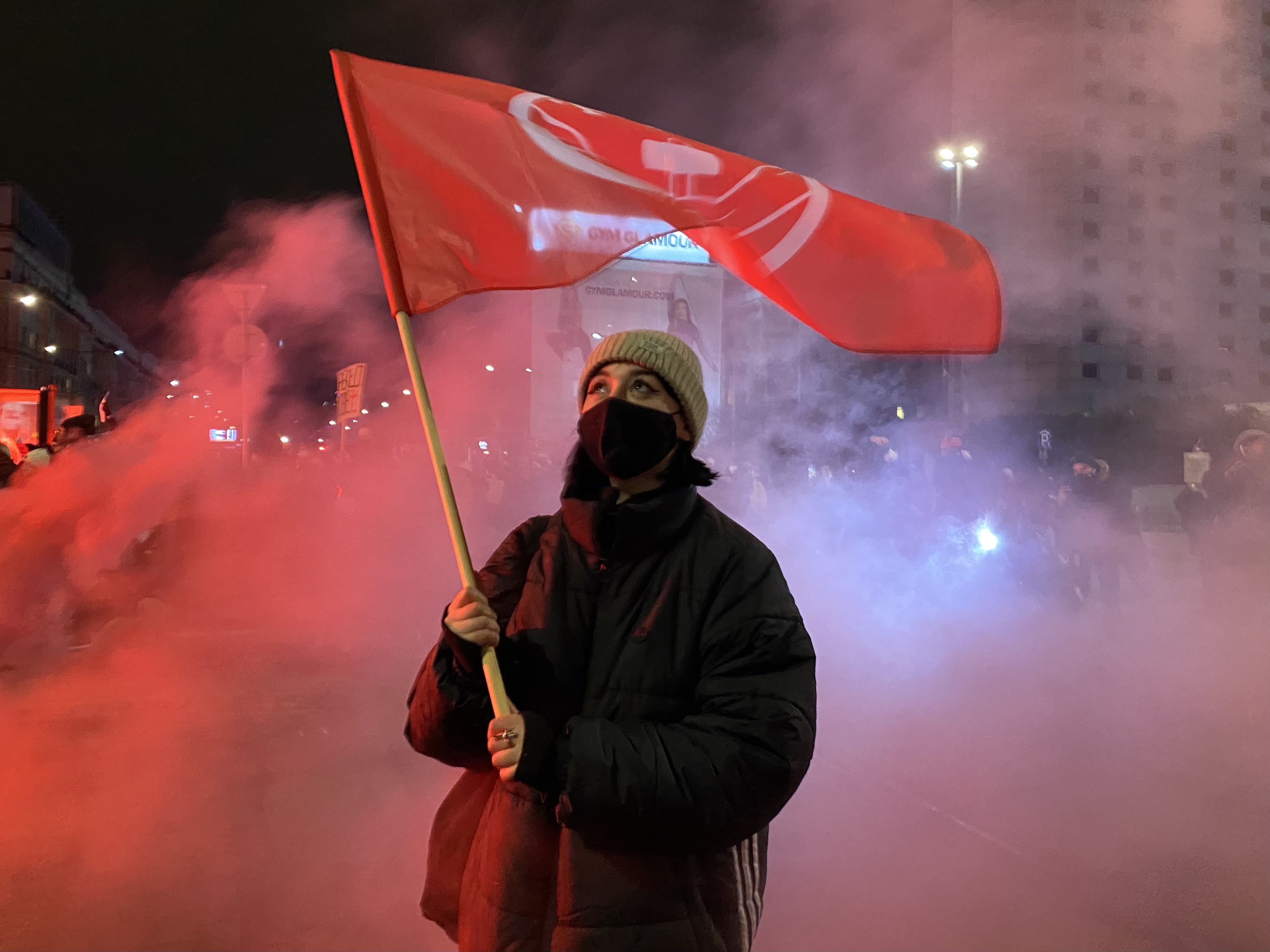
Manifestante sur le rond-point Dmowski à Varsovie, brandissant le drapeau du Parti socialiste polonais, 27 janvier 2021.

Suspendues durant la période des fêtes de Noël et fin d'année, les manifestations reprennent dans la soirée du 27 janvier 2021, quelques heures après la publication officielle de la décision du Tribunal constitutionnel dans le Dziennik Ustaw. A Varsovie, les manifestants se rassemblent devant le Tribunal constitutionnel, sur l'avenue Szucha, puis marchent jusqu'au siège du parti Droit et justice. La rue est bouclée par la police et les manifestants retournent au rond-point Dmowski, où la manifestation prend fin. Le maire de Varsovie, Rafał Trzaskowski, qualifie la publication de la décision du Tribunal de "contraire à la volonté des Polonais".

### Buts
Les objectifs initiaux des manifestations sont d'exprimer la colère des manifestants contre la décision du Tribunal constitutionnel et la défense des droits des femmes. Ces objectifs se diversifient au cours des jours suivants. Le 27 octobre, le All-Poland Women's Strike résume les objectifs des banderoles, des slogans et des discussions des manifestants, en déclarant qu'ils veulent un retour à l'État de droit. Parmi les autres revendications figurent :
- Application intégrale des droits des femmes[89]
- Légalisation totale de l'avortement[89]
- Développement de l'éducation sexuelle et de la contraception
- Que la décision du Tribunal constitutionnel, telle que donnée par la présidente du tribunal Julia Przyłębska, soit vue comme étant un témoignage personnel plutôt qu'une décision juridique[89]
- Le retour d'un Tribunal constitutionnel véritablement indépendant
- Le retour à une Cour suprême de Pologne neutre et véritablement indépendante, qui ne soit pas contrôlée par Droit et justice[89]
- La nomination d'un véritable médiateur polonais (indépendant), pour succéder à Adam Bodnar, qui est arrivé au terme de son mandat[89]
- Le renversement du pouvoir du parti Droit et Justice[89]

Le 1er novembre, le All-Poland Women's Strike créé le Conseil consultatif, qui est chargé d'élaborer des stratégies pour mettre en œuvre les objectifs des manifestants,. Le Conseil présente ses 20 membres et leurs revendications, qui comprennent l'avortement et l'application intégrale des droits des femmes, les droits de la communauté LGBTQ+, le retrait de la religion des écoles, la prise en compte du changement climatique, ainsi que la prise en charge des droits des animaux, de l'éducation et des services de santé. Le Conseil demande que l'argent soit redirigé de l'église et du parti Droit et Justice vers la santé publique, et a exigé que "le gouvernement augmente le financement des soins de santé à 10% dans une semaine,."

### Solidarité internationale

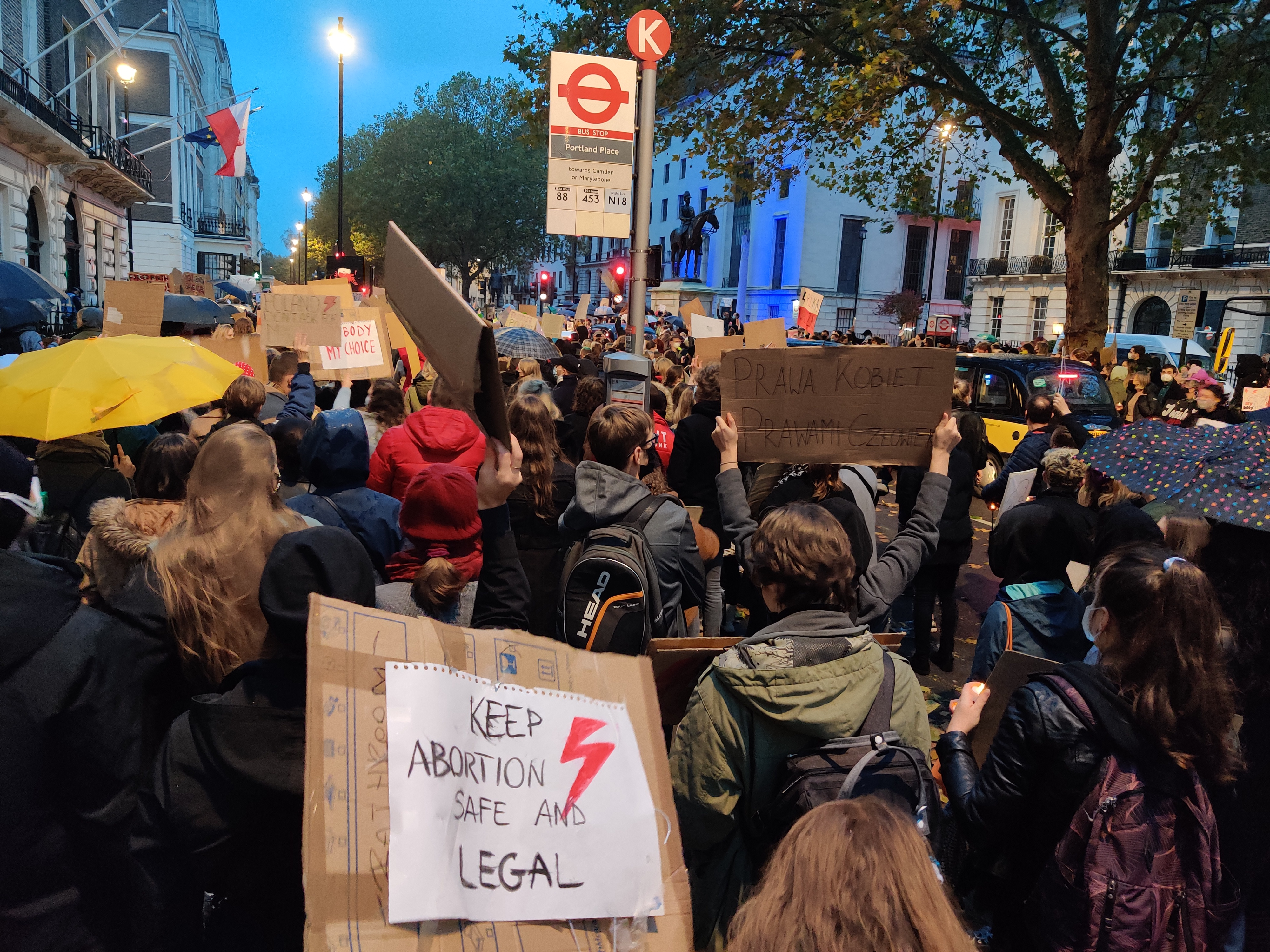
Manifestation devant l'ambassade de Pologne à Londres

Des manifestations et des démonstrations de soutien aux manifestants polonais ont eu lieu a Amsterdam, Athènes, Belgrade, Berlin, Bochum, Bristol, Budapest, Chicago, Dublin, Édimbourg, Glasgow, Göteborg, Hambourg, Helsinki, Kyiv, Leeds, Leipzig, Lisbonne, Londres, Luxembourg, Malmö, Manchester, Mexico, Munich, Nicosia, Nottingham, Paris, Porto, Prague, Reykjavík, Sheffield, Sydney, Stockholm, Tartu, Tel Aviv, Tokyo et Vienne, entre autres,,.

### Tactiques des manifestants

#### Injures
L'une des principales tactiques utilisées par les manifestants est de recourir à une grande variété de slogans utilisant un langage volontairement injurieux. Les slogans de la première semaine de manifestations sont délibérément vulgaires, les manifestants justifiant cette vulgarité comme une réponse au prétendu manque de respect du gouvernement et de l'Église catholique envers les femmes.
Le publiciste Piotr Pacewicz d'OKO.press rassemble et classe les slogans en diverses catégories. Sa classification comprend: 
- les droits des femmes : "Mon corps n'est pas un cercueil" (polonais : Moje ciało to nie trumna)[97]
- les institutions politiques dans leur ensemble : "Le gouvernement n'est pas une grossesse, il peut être supprimé" (polonais : Rząd nie ciąża, da się usunąć)[97]
- Jarosław Kaczyński lui-même : "Jarek, tu t'es chié dessus, dégage" (polonais : Jarek posrałeś się, wstawaj), "Le chat peut rester, le gouvernement dégage" (polonais : Kot może zostać, rząd może wypierdalać, une référence au chat de Jarosław Kaczyński)[97]
- l'Église catholique : "Va te faire foutre dans tes propres organes" (polonais : Napierdalajcie we własne organy)[97]
- le parti Droit et Justice lui-même : "Fuck PiS" (polonais : Jebać PiS)[97]
- un mélange humoristique de politesse et de vulgarité : "Pouvez-vous allez vous faire foutre"  (polonais : Bardzo proszę wypierdalać)[97]

#### Initiative législative citoyenne
Le 12 novembre, douze groupes de femmes et des femmes membres de la diète créent un comité pour rédiger une initiative législative citoyenne : Légalisation de l'avortement sans compromis (polonais : Legalna aborcja bez kompromisów). Les femmes parlementaires présentes dans ce comité sont  Wanda Nowicka, Katarzyna Kotula, Katarzyna Ueberhan, Monika Falej, Katarzyna Kretkowska, Joanna Senyszyn, Magdalena Biejat, Marcelina Zawisza et Joanna Scheuring-Wielgus. Leur objectif est que le projet de loi légalise et dépénalise l'avortement. Au 12 novembre, les discussions continuent quant au choix de la semaine limite de grossesse à laquelle l'avortement serait autorisé.
Natalia Broniarczyk d'Abortion Dream Team déclare qu'il est "enfin temps de faire confiance aux [femmes]" qui "ont pris une décision responsable concernant leur santé et leur vie" et qu'aucune loi anti-avortement restrictive n’empêchera les femmes de prendre leurs propres décisions. Marta Lempart de l'OSK déclare qu'il est possible de mentir en disant que la loi anti-avortement empêche les avortements, de prétendre que le coût des avortements est inconnu, et de prétendre ne pas avoir d'amis qui ont avorté, mais que ce sont l'Église catholique et les politiciens de droite qui sont responsables des mensonges, tandis que les femmes activistes exposent la vérité.

#### Gréves
Le 11 novembre, Klementyna Suchanow, de l'OSK, déclare que le gouvernement n'a pas réussi à porter le budget de la santé à dix pour cent du PIB dans le délai d'une semaine fixé par le Conseil consultatif. Pour obtenir l'augmentation du budget de la santé à dix pour cent, une grève générale est en cours de négociation pour début décembre avec la communauté médicale. Suchanow décrit la situation des services de santé comme étant "dramatique", "proche de l'apocalypse" et "en train de s'effondrer".

## Réaction du gouvernement
Le procureur national Bogdan Święczkowski déclare que les organisateurs des manifestations pourraient être inculpés pour avoir "mis en danger la vie et la santé de nombreuses personnes en provoquant une menace épidémiologique". Le ministre de l'Éducation Przemysław Czarnek menace également menacé de couper le financement des universités qui soutiennent les manifestations.
Lorsque deux membres de l'équipe de l'Institut polonais de Tel Aviv prennent part aux manifestations et brandissent des pancartes sur lesquelles on peut lire "Les Juifs aussi baisent le PiS" (polonais : "Żydzi też jebią PiS"), l'ambassadeur Marek Magierowski leur donne le choix entre démissionner ou faire l'objet de mesures disciplinaires.

### Déclaration de Jarosław Kaczyński
Jarosław Kaczyński, qui est considéré comme le leader De facto de la Pologne,, publie le 27 octobre une déclaration dans laquelle il appelle à la "défense des églises, de la Pologne et du patriotisme", affirme que "les autorités ont pleinement le droit de s'opposer à ces manifestations" et appelle "tous les membres du parti Droit et Justice et nos partisans" à "défendre [les églises] à tout prix" (polonais : Musimy ich bronić za każdą cenę). Kaczyński déclare également que les manifestations violent les restrictions mises en place à cause du COVID-19. Ce discours de Kaczyński est comparé a celui du général Wojciech Jaruzelski déclarant la loi martiale en 1981. De nombreux commentateurs et journalistes interprètent ce discours comme un appel à la guerre civile et une déclaration de guerre à la société, sur la base de l'expression "à tout prix" de Kaczyński,,.

### Déclaration du président Andrzej Duda
Dans une interview accordée à Polsat News, Andrzej Duda déclare qu'il comprend les femmes qui protestent et déclare que, bien qu'il soit opposé à "l'avortement eugénique", il pense qu'il y a du travail à faire concernant les situations dans lesquelles les malformations du fœtus sont mortelles et que, à cet égard, le droit de choisir devrait être maintenu. Il déclare également que la protection des églises devrait être le rôle de la police et non des contre-manifestants.

### Réaction parlementaire
Le parti Alliance, un des partenaires de coalition parti Droit et Justice, publie une déclaration appelant à l'introduction de dispositions juridiques précises concernant la protection de ce qu'ils appellent un "enfant à naître" atteint de trisomie 21 et du droit de la mère à prendre des décisions dans les "cas très rares de défauts létaux incurables" du fœtus.

### Proposition de Loi
Le 30 octobre, le président Duda dévoile un projet de loi préparé par son cabinet. Il déclare : "Je compte sur un large consensus politique sur cette question" et espère que ce projet permettra de désamorcer les tensions. Il explique qu'"après la promulgation de ce projet de loi, il y aura toujours trois motifs d'avortement légaux dans le droit polonais : [1] en raison d'une menace pour la vie et la santé de la mère, [2] en raison d'un viol ou d'un inceste et [3] en raison de dommages graves et irréversibles au fœtus qui entraînent la mort de l'enfant".
Le troisième cas est détaillé comme tel par le projet de loi : "Les tests prénataux ou d'autres indications médicales indiquant une forte probabilité que l'enfant naisse mort ou accablé d'une maladie ou d'un défaut incurable conduisant inévitablement et directement à la mort de l'enfant, quelles que soient les mesures thérapeutiques appliquées."

### Report de la publication de la Loi
Le 3 novembre, le gouvernement annonce son intention de retarder la publication et l'application de l'arrêt controversé. Marcin Matczak, professeur de droit à l'université de Varsovie, qualifié cette décision comme étant de "loin la pire option", et Anna Wójcik la qualifie de "décision politique", car le droit polonais exige que les jugements soient publiés sans délai au Journal des lois,. Le gouvernement polonais demande au Tribunal constitutionnel de rendre un jugement, pour l'aider à définir de manière plus exacte l'arrêt controversé.
Le 26 janvier, le gouvernement polonais publie un communiqué expliquant qu'après la publication de l'avis judiciaire du Tribunal constitutionnel, l'arrêt et l'avis seront tous deux publiés dans le Dziennik Ustaw le jour même, et la nouvelle interdiction appliquée dès le lendemain.

### Gendarmerie militaire polonaise

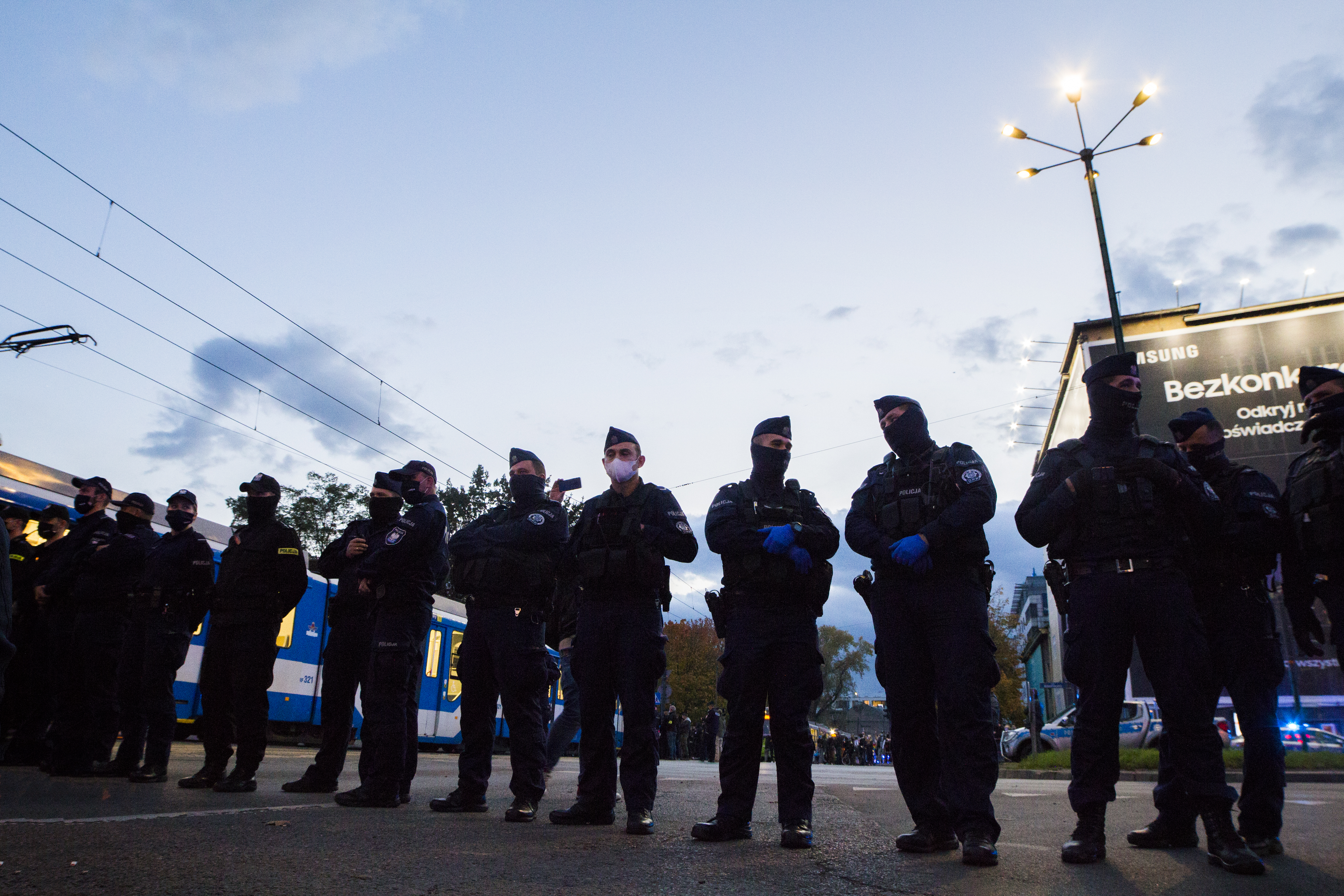
Policiers a Cracovie, le 26 octobre

Le 23 octobre, le premier ministre Mateusz Morawiecki donne l'ordre a la Gendarmerie militaire polonaise d'aider la police civile à assurer "le maintien de la sécurité et de l'ordre public" à partir du 28 octobre 2020, date à laquelle est prévue une action à l'échelle nationale des All-Poland Women's Strike. La justification invoquée pour cet ordre est la pandémie de COVID-19 en Pologne. Selon la chaine d'information TVN24, cet ordre a un rapport direct avec les manifestations. Le ministère polonais de la défense déclare sur Twitter que la gendarmerie agit dans un cadre de maintien de l'ordre "normal" et sans rapport avec les manifestations pour le droit à l'avortement.
Le 30 octobre, des gendarmes sont déployés devant des bâtiments gouvernementaux et des églises à Varsovie, notamment sur la place des Trois Croix, devant le palais de l'évêque de Varsovie et l'église Sainte-Croix.

## Relations avec l'église Catholique

### Profanations et graffitis

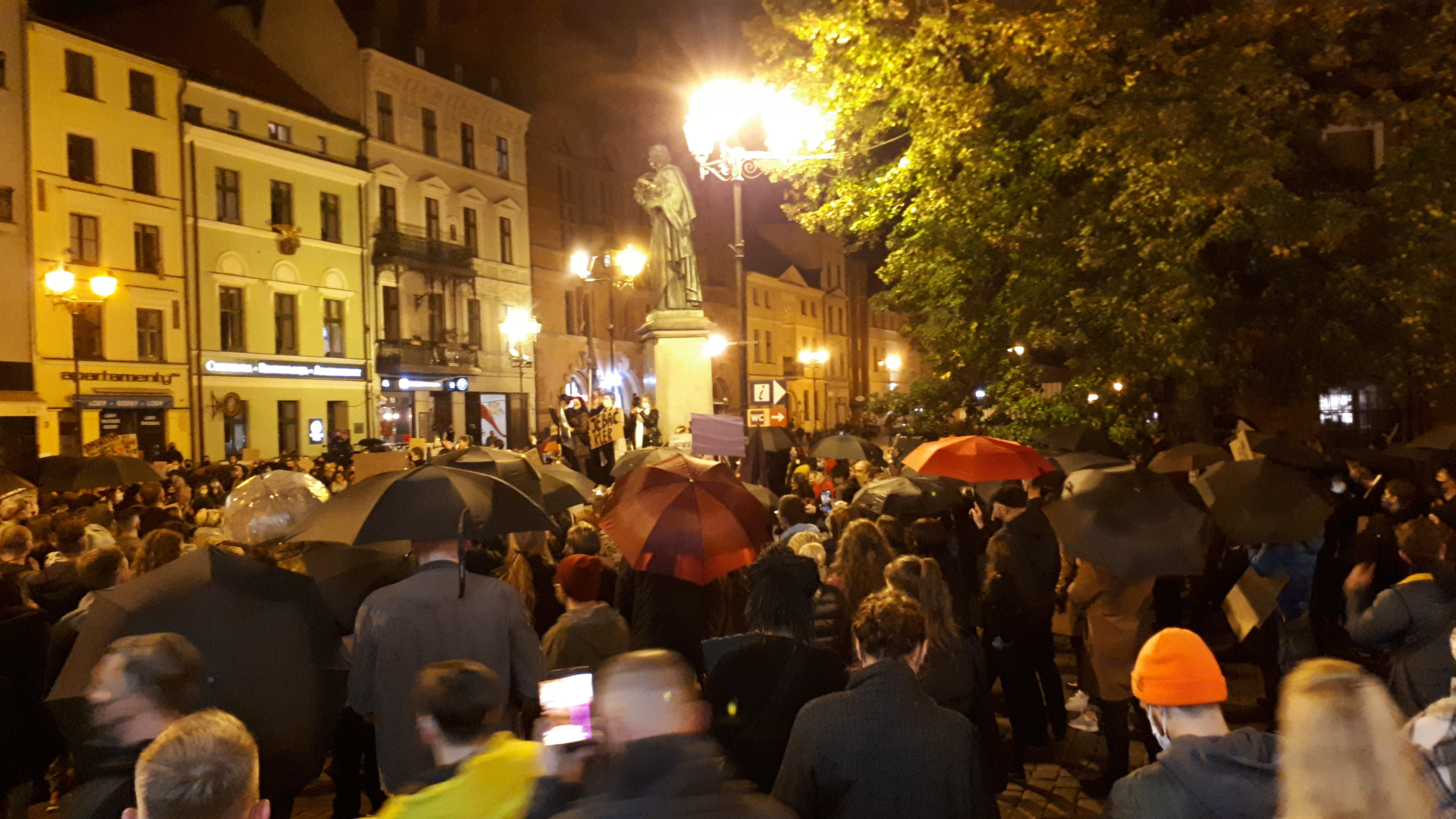
Manifestation à Toruń, le 24 octobre 2020, avec une banderole indiquant "J'enc... le clergé" ("jebać kler").

Les manifestants utilisent des slogans blasphématoires tels que (polonais : jebać) et (polonais : wypierdalać), visant directement l'Église catholique, brandissent des bannières dans les églises, peignent des graffitis sur les murs des églises et des cathédrales dans tout le pays, ce que le The New York Times (NYT) décrit comme étant une vandalisation des églises, et perturbent les messes. Le NYT décrit les protestations comme étant la rupture d'un "tabou de longue date contre la contestation de l'église [catholique]". L'Église elle-même a appelé au "respect des églises (au sens de "lieux de culte") ".

### Apostasie
Pendant les manifestations d'octobre, on note une importante augmentation des demandes de renseignements sur la procédure d'apostasie, c'est-à-dire la procédure permettant de rompre ses liens avec l'Église catholique; une procédure qui nécessite de rencontrer personnellement un prêtre,,. Les statistiques des recherches faites sur les moteurs de recherche en Pologne montrent des fréquences élevées pour "apostasie" (polonais : apostazja) et "comment apostasier" (polonais : jak dokonać apostazji). Un événement Facebook intitulé " Quitter l'église à [Noël] " est suivi par 10 000 personnes. L'édition polonaise du magazine National Geographic publie un guide sur la procédure d'apostasie et, dans le même numéro, commente l'intérêt croissant pour l'apostasie en Pologne. Paweł Rytel-Andrianik, un porte-parole de la Conférence épiscopale polonaise (Épiscopat), commente un décret de la Conférence parut en 2016 en le qualifiant de "décret sur l'apostasie", permettant également a l'apostat(e) de réintégrer l'Église Catholique s'il ou elle change d'avis. Jacek Tabisz, de L'Association des rationalistes polonais (polonais : Polskie Stowarzyszenie Racjonalistów), voit le décret de 2016 comme un assouplissement de la procédure, puisque auparavant la présence de deux témoins était obligatoire. L'Association des rationalistes polonais était souvent sollicitée pour aider à trouver des témoins dans le cadre de cette procédure.

## Répression et conséquences

### État
Le 29 octobre, Amnesty International déclare que les manifestants ont « fait l'objet d'un recours excessif à la force de la part des policiers et ont été détenus de manière arbitraire sans pouvoir faire appel a un avocat » pendant les manifestations.
Les autorités ont annoncé plusieurs conséquences, tant pour les manifestants que pour leurs organisateurs :
- Le ministre de l'éducation et des sciences, Przemysław Czarnek, annonce le retrait des fonds de quinze universités dans lesquelles des "heures de recteur" (journée de congé) ont été octroyées aux étudiants afin qu'ils puissent participer aux manifestations[128].
- Le procureur national et premier adjoint du procureur général Bogdan Święczkowski, le "bras droit" de Zbigniew Ziobro, a préparé des guides pratiques pour les bureaux des procureurs régionaux, contenant des instructions sur les poursuites judiciaires a mettre en place contre les participants et les organisateurs des manifestations contre l'avortement. Les participants aux manifestations peuvent encourir jusqu'à 8 ans de prison[129],[130],[131].
- Le Conseil national de la radiodiffusion (KRRiT) demande à la chaîne privée TVN24 de ne plus utiliser l'expression "Trybunał Konstytucyjny Julii Przyłębskiej" (le Tribunal constitutionnel de Julia Przyłębska) a cause du "harcèlement" présumé d'un juge du tribunal[132]. Cette expression vient du fait que la décision du Tribunal constitutionnel a été rendue par Julia Przyłębska, qui est à la fois la présidente du tribunal et une amie proche de Jarosław Kaczyński[133].
- Adam Bodnar, le médiateur des droits civiques (pl) de la République de Pologne par intérim depuis 2015, et TOK FM déclarent qu'il y a eu des tentatives de censure et de réduction au silence des étudiants soutenant les manifestations, ainsi que de possibles procédures disciplinaires à l'Université catholique Jean-Paul II de Lublin[134],[30].

### Agitateurs
Des agitateurs, qui s'identifient entre eux grâce à des brassards blancs, attaquent des manifestants lors de la manifestation du 30 octobre à Varsovie. L'ancien ministre et député Bartłomiej Sienkiewicz tente de défendre certains des manifestants, mais l'un des porteurs de brassards lui asperge le visage avec du gaz poivre, à une distance d'environ 1,5 mètre. Sienkiewicz décrit les combattants, qu'il qualifie de néo-nazis (polonais : naziole), comme étant armés de matraques et de couteaux. La police était absente du Rondo de Gaulle'a (rond-point) où l'attaque a eu lieu. Pour Sienkiewicz, c'est Jarosław Kaczyński qui encourage ces combattants a agir ainsi. Par la suite, la police arrête certains des combattants qui ont attaqué les manifestants et publie des photos de certaines de leurs armes.

## Opinion publique
- Contre la loi sur l'avortement: 73 pourcentage (73 %)
- Pour la loi sur l'avortement: 13 pourcentage (13 %)
- Sans opinions: 14 pourcentage (14 %)

Opinion publique à l'égard de la décision du Tribunal constitutionnel (28 octobre 2020, Kantar Public)
Avant le jugement :
- Selon un sondage Ipsos de février 2019, 53% des Polonais (57% des femmes, 49% des hommes) soutiennent le droit à l'avortement sans conditions jusqu'à la 12e semaine de grossesse, 35% y sont opposés (35% des femmes, 35% des hommes) et 7% (9% des femmes, 16% des hommes) sont sans opinion[137].
- Selon un sondage Kantar d'avril 2019, 58% des Polonais soutiennent le droit à l'avortement sans conditions jusqu'à la 12e semaine de grossesse, 35% y sont opposés et 7% sont sans opinion[138].

Après le jugement :
- Un sondage du 28 octobre 2020 a révélé que 22% des Polonais soutenaient l'avortement à la demande, 62% le soutenaient seulement dans certains cas et 11% pensaient qu'il devait être complètement illégal[139].
- Le 28 octobre 2020, quatre sondages ont été publiés dans lesquels les personnes interrogées ont été interrogées sur leur soutien ou leur opposition au jugement du Tribunal constitutionnel :

- - Sondage Kantar : 73% des répondants ne soutiennent pas le jugement, 13% le soutiennent et 14% n'ont pas d'opinion[136]. Dans ce même sondage, 54% des électeurs soutiennent les manifestations, 43% sont contre, 4% n'ont pas d'opinion.

- - Sondage IBRiS : 66 % ne soutiennent pas la décision, 25 % la soutiennent et 9 % sont sans opinion. Dans ce même sondage, les personnes ont également été interrogées sur un éventuel référendum, avec pour résultat que 69% pensent qu'un référendum devrait être organisé en Pologne sur les possibilités et les conditions d'autorisation de l'avortement, 24% sont contre, et 7% sont sans opinion[140].

- - Sondage de SW Research : 71 % des personnes interrogées ne sont pas favorables à la décision, 13 % sont favorables à la décision et 16 % sont sans opinion[141].

- - Sondage Pollster : 64 % des personnes interrogées soutiennent les manifestations, 33 % sont contre et 3 % sont sans opinion[142].

## Galerie

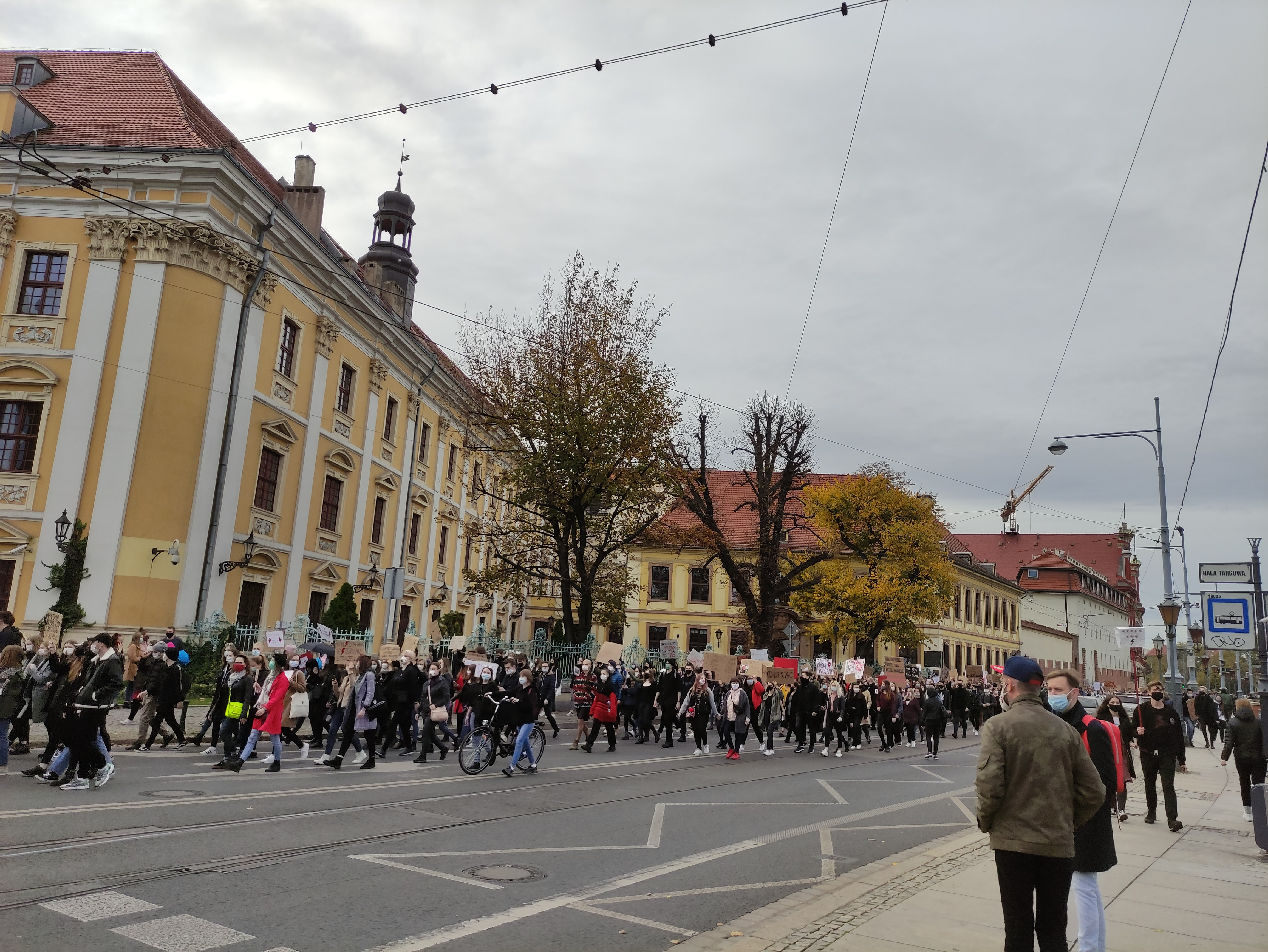
manifestation a Wrocław
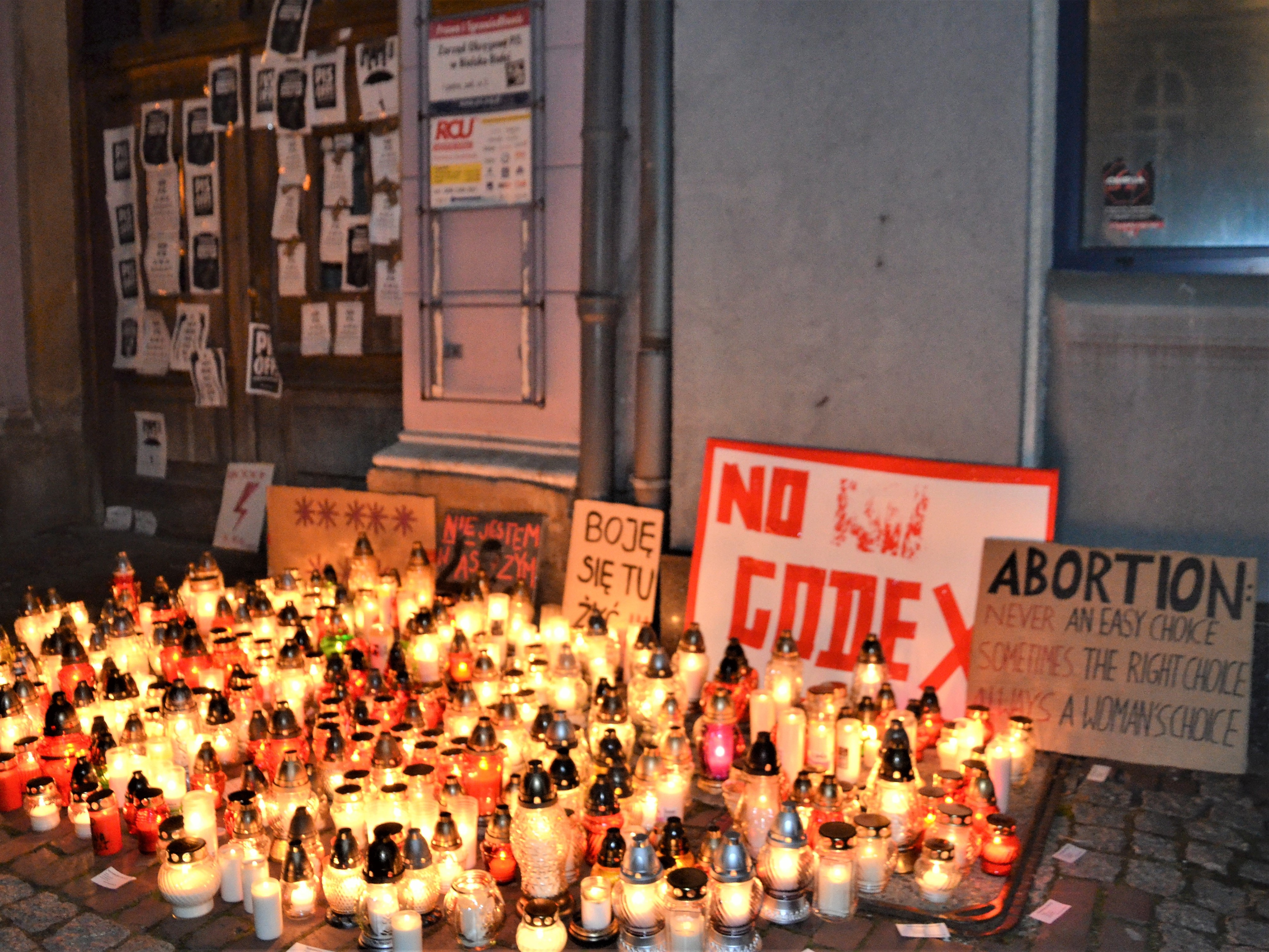
manifestation a Bielsko-Biała
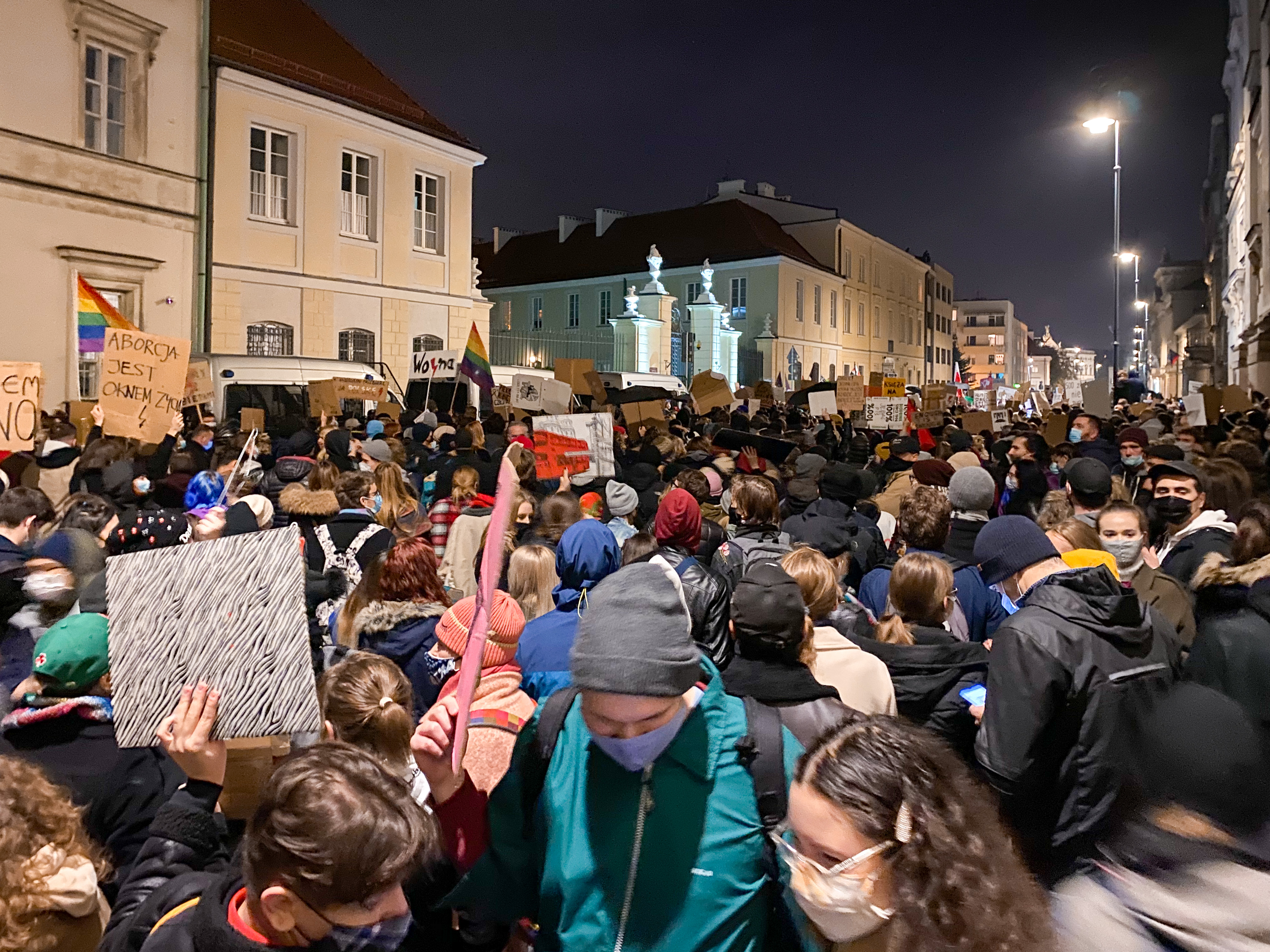
Manifestation a Miodowa, un des rues de la vieille ville de Varsovie